# نبرد یناگ یانگ
نبرد یناگ یانگ (انگلیسی: Battle of Yenangyaung) یکی از نبردهای حکومت بریتانیا در برمه نام کنونی میانمار در طی نبرد برمه در طی جنگ جهانی دوم بود.